# Blepharita canariensis
Blepharita canariensis là một loài bướm đêm trong họ Noctuidae.